# Nullifikacja
Nullifikacja – zabieg chirurgiczny wykonywany na zlecenie, polegający na usunięciu narządów płciowych, układu moczowego czasami również sutków oraz pępka. Osoby które poddały się zabiegowi określa się terminem Nullo.